# 莫娜·辛普森 (作家)
莫娜·辛普森（英語：Mona Simpson，1957年6月14日—），作家，蘋果公司的創辦人史蒂夫·賈伯斯的亲生妹妹。她是洛杉磯加利福尼亞大學的英语教授和巴德学院的教授。她同时也是美国动画电视剧《辛普森一家》的角色莫娜·辛普森的灵感来源。

## 生平
莫娜·辛普森的丈夫是电视制作人理查德·阿佩尔，他们于1993年结婚并有两个孩子。作为《辛普森一家》的编剧，理查德把莫娜的名字写进剧中，成为莫娜·辛普森。但他们后来离婚。